# Switch: Trudno być kobietą
Switch: Trudno być kobietą – amerykańska komedia kryminalna z 1991 roku.

## Główne role
- Perry King – Steve Brooks
- Ellen Barkin – Amanda Brooks
- Basil Hoffman – Higgins
- Catherine Keener – sekretarka Steve’a
- Jimmy Smits – Walter Stone

## Fabuła
Zagorzały szowinista, Steve Brooks (Perry King), jest kobieciarzem, który zranił już wiele kobiet. Jego styl życia nie pozostaje jednak bez echa. Trzy kobiety, z którymi kiedyś zadawał się Steve, postanowiły zemścić się na kochanku targając się na jego życie. Brooks dostaje jednak jeszcze jedną szansę od samego Boga, wraca na ziemię, ale pod postacią kobiety. Musi odpokutować swoje wcześniejsze postępowanie i znaleźć kogoś, kto go pokocha, tylko w ten sposób jego dusza zyska spokój i trafi do nieba.

## Nagrody i nominacje
Złote Globy 1991
- Najlepsza aktorka w komedii lub musicalu – Ellen Barkin (nominacja)